# Jōshin’etsu-Kōgen-Nationalpark
Der Jōshin’etsu-Kōgen-Nationalpark (japanisch 上信越高原国立公園 Jōshin’etsu-kōgen Kokuritsu Kōen) befindet sich in der Region Jōshin’etsu und erstreckt sich dort über die gleichnamige Jōshin’etsu-Hochebene (Jōshin’etsu-kōgen) in den Präfekturen Gunma, Niigata und Nagano. Der Nationalpark ist mit der IUCN-Schutzkategorie II klassifiziert. Das japanische Umweltministerium ist für die Verwaltung des Nationalparks zuständig.

## Geschichte
Zum 27. März 2015 wurde der südliche Teil um die Berge Myōkō und Togakushi, der 1956 Teil des Parks wurde, als eigenständiger Myōkō-Togakushi-Renzan-Nationalpark mit 39.772 ha ausgegliedert.

## Parkgebiet
Das Parkgebiet ist in besonders geschützte, geschützte und gewöhnliche Zonen unterteilt. Der Nationalpark hat eine Gesamtfläche von über 148.194 ha, in der einige bekannte japanische Berge und Vulkane liegen. Die höchsten Berge sind der Asama (2568 m), Azumaya (2354 m), Kusatsu-Shirane (2160 m), Naeba (2145 m) und Tanigawa (1977 m). Alle fünf sind Teil der bei Bergsteigern beliebten 100 berühmten japanische Berge. Der Asama und der Kusatsu-Shirane sind aktive Vulkane. Der größte See im Parkgebiet ist der Nozori-See.

## Flora und Fauna
Die dichten Wälder, Hochmoore und Seen des Jōshin’etsu-Kōgen-Nationalparks bieten einer Vielzahl von Tier- und Pflanzenarten Lebensraum. So finden sich auf dem Parkgebiet beispielsweise Japanische Serau, Japanmakaken, Japan-Wiesel, Japanische Bilche und Japanische Eichhörnchen. An Raubvögeln sind unter anderem Steinadler und Berghaubenadler verbreitet. Weitere Vogelarten sind zum Beispiel Tannenhäher und die Schwalbengattung Delichon. Zudem finden sich einige seltene Insektenarten wie der Mohrenfalter Erebia niphonica.
Um die Moore wachsen Kolonien von Simsen der Art Scirpus hotarui.

## Tourismus
Im Park können Besucher Wandern, Bergsteigen, Skifahren und zahlreiche heiße Quellen (Onsen) besuchen.